# نورکوت
نورکوت (به انگلیسی: Nurkot) یک شهرک در پاکستان است که در ناحیه نارووال واقع شده‌است. نورکوت ۱٫۰۱۱۷۱ کیلومتر مربع مساحت و ۱۲٬۸۷۶ نفر جمعیت دارد.